# Маурісіо Санчес
Маурісіо Хав'єр Санчес Сальтос (ісп. Mauricio Javier Sánchez Saltos; нар. 14 травня 1993) — еквадорський борець вільного стилю, срібний та триразовий бронзовий призер Панамериканських чемпіонатів, бронзовий призер Панамериканських ігор, дворазовий чемпіон Південної Америки, дворазовий бронзовий призер Південноамериканських ігор, срібний призер Боліваріанських ігор.

## Спортивні результати на міжнародних змаганнях

### Виступи на Панамериканських чемпіонатах
| Змагання                                   | Збірна  | Вагова категорія          | Місце  |
| ------------------------------------------ | ------- | ------------------------- | ------ |
| Панамериканський чемпіонат з боротьби 2014 | Еквадор | вільна боротьба, до 65 кг | 7      |
| Панамериканський чемпіонат з боротьби 2015 | Еквадор | вільна боротьба, до 65 кг | 8      |
| Панамериканський чемпіонат з боротьби 2016 | Еквадор | вільна боротьба, до 70 кг | Бронза |
| Панамериканський чемпіонат з боротьби 2017 | Еквадор | вільна боротьба, до 70 кг | Бронза |
| Панамериканський чемпіонат з боротьби 2018 | Еквадор | вільна боротьба, до 74 кг | 9      |
| Панамериканський чемпіонат з боротьби 2019 | Еквадор | вільна боротьба, до 65 кг | Бронза |
| Панамериканський чемпіонат з боротьби 2020 | Еквадор | вільна боротьба, до 65 кг | Срібло |
| Панамериканський чемпіонат з боротьби 2023 | Еквадор | вільна боротьба, до 74 кг | 15     |

### Виступи на Панамериканських іграх
| Змагання                  | Збірна  | Вагова категорія          | Місце  |
| ------------------------- | ------- | ------------------------- | ------ |
| Панамериканські ігри 2019 | Еквадор | вільна боротьба, до 65 кг | Бронза |

### Виступи на чемпіонатах Південної Америки
| Змагання                                    | Збірна  | Вагова категорія          | Місце  |
| ------------------------------------------- | ------- | ------------------------- | ------ |
| Чемпіонат Південної Америки з боротьби 2014 | Еквадор | вільна боротьба, до 65 кг | Золото |
| Чемпіонат Південної Америки з боротьби 2015 | Еквадор | вільна боротьба, до 65 кг | Золото |

### Виступи на Південноамериканських іграх
| Змагання                       | Збірна  | Вагова категорія          | Місце  |
| ------------------------------ | ------- | ------------------------- | ------ |
| Південноамериканські ігри 2014 | Еквадор | вільна боротьба, до 65 кг | Бронза |
| Південноамериканські ігри 2018 | Еквадор | вільна боротьба, до 74 кг | Бронза |

### Виступи на Боліваріанських іграх
| Змагання                 | Збірна  | Вагова категорія          | Місце  |
| ------------------------ | ------- | ------------------------- | ------ |
| Боліваріанські ігри 2022 | Еквадор | вільна боротьба, до 65 кг | Срібло |

### Виступи на інших змаганнях
| Змагання                                                     | Збірна  | Вагова категорія          | Місце  |
| ------------------------------------------------------------ | ------- | ------------------------- | ------ |
| Кубок Гранми з боротьби 2015                                 | Еквадор | вільна боротьба, до 65 кг | Бронза |
| Олімпійський кваліфікаційний турнір з боротьби 2016 (Фріско) | Еквадор | вільна боротьба, до 65 кг |        |
| Турнір міста Сассарі з боротьби 2019                         | Еквадор | вільна боротьба, до 65 кг | 17     |
| Олімпійський кваліфікаційний турнір з боротьби 2020 (Оттава) | Еквадор | вільна боротьба, до 65 кг | 10     |

### Виступи на змаганнях молодших вікових груп
| Змагання                                                 | Збірна  | Вагова категорія          | Місце |
| -------------------------------------------------------- | ------- | ------------------------- | ----- |
| Панамериканський чемпіонат з боротьби серед юніорів 2011 | Еквадор | вільна боротьба, до 60 кг | 5     |